# Šíla
V páli síla, v sanskrtu šíla je indický termín používaný v hinduismu a buddhismu, který je do češtiny většinou překládán jako morálka nebo etika. Vychází z úmyslu nepůsobit druhým bytostem utrpení. Nejedná se jen o soustavu zákazů určitého špatného nebo neprospěšného jednání učiněného tělem a řečí. Ale síla také znamená, že v každém okamžiku je přítomno čisté vědomí a záměrné sebeovládání nespáchat neprospěšný čin přicházející v úvahu a s tím současně vyvstávající rozhodnutí.
V buddhismu síla tvoří první ze tří částí duchovního tréninku - známý trojlístek morálka, soustředění, uvědomění (síla, samádhi, sati). Tvoří tak základní předpoklad dalšího duchovního rozvoje. V rámci ušlechtilé osmidílné stezky zahrnuje tzv. pravou řeč, pravé jednání a pravé živobytí. Síla je také druhou páramitou (dokonalostí), což je morální čistota v činech, slovech a myšlenkách a její dovedení k dokonalosti je předpokladem realizace buddhovství.
Síla také tvoří jednu ze tří částí často používané formulky „dána, síla, bhávaná“, která ve zkratce vyjadřuje praktický aspekt buddhismu (dobročinnost, mravnost a pěstování mysli), a spolu s nimi patří mezi deset Záslužných činů (puňňa kirija vatthu).

## Paňča-síla
Paňča-síla (též pět zápovědí) je pět etických zásad platných pro buddhistické laiky. Mají formu slibu, kterým se laický následovník Buddhy zavazuje cvičit se v:
1. nezabíjení živých bytostí (v buddhismu se tím kromě lidí míní živočichové viditelní pouhým okem),
2. nepřivlastňování si toho, co nebylo darováno,
3. zdržování se smyslové nestřídmosti (neprovádění nepřístojného sexuálního chování, nepřejídání se,…),
4. nelhaní, nepomlouvání,
5. a v nepožívání opojných látek, neboť ty vedou k morální nedbalosti.“

Jako vše ostatní v buddhismu jsou i tyto zásady považovány za logicky odvozené a dobrovolně dodržované, spíše než za povinná přikázání od nějaké nadpřirozené autority.

## Dasa-síla
Dasa-síla je deset zásad platných pro buddhistické novice a novicky, tj. osoby, které procházejí určitým zkušebním obdobím před tím, než jsou přijati za plně ordinované mnichy a mnišky:
1. nezabíjení živých bytostí
2. nepřivlastňování si toho, co nebylo darováno
3. cudnost (celibát)
4. zdržování se lhaní, pomlouvání, hrubé řeči a planého tlachání
5. nepožívání opojných látek
6. nepožívání jídla po poledni (tj. od pravého poledne do následujícího úsvitu)
7. zdržení se tance, zpěvu, hudby a divadla
8. nepoužívání voňavek, líčidel, ozdob, šperků, krásných oděvů, atd.
9. nepoužívání luxusních lůžek
10. nevlastnění peněz, zlata ani stříbra

## Attha-síla
Attha-síla je osm zásad, kterými se řada buddhistických laiků v théravádových zemích řídí během svátku upósatha, který se slaví ve dnech úplňku, novu, 1. a 3. měsíční čtvrti. Jsou stejné jako dasa-síla (viz výše), bez desátého pravidla (sedmá a osmá zásada jsou spojené do jedné).

## Čatu-párisuddhi-síla
neboli "jednání vyčištěné na čtvero způsobů" je rámcem jednání pro plně ordinované členy mnišské sanghy a jako takové představuje nejvyšší standard etiky. Jmenovitě jde o:
1. dodržování mnišských řádových pravidel (pátimokkha-samvara-síla), tj. především 227 pravidel pátimokkhy
2. smyslovou zdrženlivost resp. střežení smyslů (indrija-samvara-síla)
3. čistotu živobytí (ádžíva-párisuddhi-síla)
4. správné jednání ve vztahu ke čtyřem základním mnišským potřebám (ošacení, jídlo, přístřeší a léky)

V současné době se tímto standardem etiky řídí jen malá část buddhistických mnichů (v asijských buddhistických zemích přibližně 3-5 procent mnišské sanghy).
(pozn.: pojmy jsou uváděny v páli, není-li uvedeno jinak)